# Claron McFadden

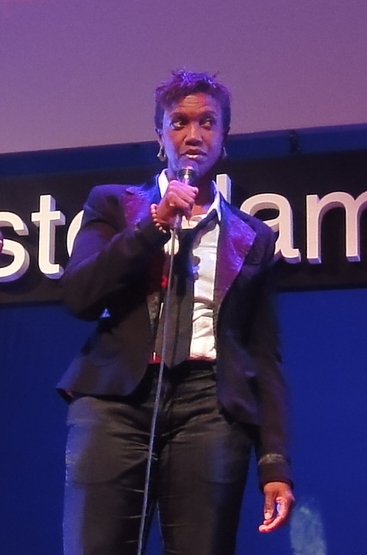
McFadden in de Stadsschouwburg tijdens TEDxAmsterdam 2011

Claron McFadden (1961) is een Amerikaanse sopraan die in Amsterdam woont.

## Loopbaan
Claron McFadden studeerde in 1984 af aan de Eastman School of Music in Rochester (New York).
Ze treedt wereldwijd op in concertzalen en operahuizen en heeft daarbij gewerkt met dirigenten als Kurt Masur, Andrew Davis, Hartmut Haenchen, René Jacobs, Marc Minkowsky, Trevor Pinnock, Neeme Järvi, Fabio Biondi, Edo de Waart en John Eliot Gardiner.
Internationale festivals nodigden haar uit, waaronder Aix-en-Provence, Glyndebourne (UK), Holland Festival, Tanglewood en de festivals van Bregenz, Salzburg en de BBC Proms. Claron McFadden werkte mee aan opera's zoals Les Indes galantes van Jean-Philippe Rameau (met Frans Brüggen), Rage D'amour van Rob Zuidam en Dialogues des Carmélites van Francis Poulenc.
Ook treedt Claron McFadden op in Die Fledermaus van Johann Strauss, in Boreas: muziektheater met het Vlaamse Muziek Lod, in de Johannes Passion met het Residentie Orkest en in een recital met jazzpianist Michiel Borstlap. Claron McFadden werkte mee aan projecten waarin andere kunstdisciplines bijeenkwamen zoals met Artvark (saxofoonkwartet), dans met Leine Roebana en met David Kweksilber's Jazz band.
Sinds enkele jaren is Claron McFadden huisartiest bij Muziektheater Transparant. Ze heeft het concept, de zang en/of de regie verzorgd voor meerdere producties waaronder: Poolnacht, Secrets, Lilith, Arthur, Songs of war, Over de bergen, Nachtschade:Aubergine (Deel1), Aquarius'Dream en Songbook.
Naast meerdere radio- en tv-producties heeft Claron McFadden ook tientallen cd-opnames gemaakt. In maart 2009 verscheen de cd Claron sings Brossé, met vocaal werk voor sopraan van de hand van de Vlaamse componist en dirigent Dirk Brossé. McFadden vertolkt onder andere de Nederlandstalige Landuytcyclus, gebaseerd op impressies bij schilderijen van Octave Landuyt en het Eppur si muove.
Claron McFadden zong reeds op vele internationale festivals zoals het Holland Festival, O. Festival, Festival van Budapest, Salzburger Festspiele, Festival Aix-en-Provence, Festival van Bregenz.
Claron McFadden is sinds 2017 lid van de Akademie van Kunsten.

## Cd-opnames
- Joseph van Willem de Fesch (in samenwerking met Musica ad Rhenum o.l.v. Jed Wentz)
- Ottone, Acis & Galatea (in samenwerking met Robert King)
- Orfeo van Joseph Haydn (in samenwerking met La Stagione Frankfurt)
- Romeo & Julia naar de opera van George Benda
- Paride ed Elena van Christoph Willibald Gluck (in samenwerking met William Christie)
- Les Indes Galantes (in samenwerking met René Jacobs)
- King Arthur (in samenwerking met René Jacobs)
- Il Ritorno d'Ulise (in samenwerking met René Jacobs)
- Bachianas Brasileiras no 5 (Cello-octet Conjunto Iberico)
- Paradiso van Jacob ter Veldhuis
- Life Story van Thomas Adès (EMI)
- Pulse Shadows van Harrison Birtwistle met het Nash Ensemble, Arditti Quartet en Reinbert de Leeuw
- To Paradise for Onions van Edith Hemenway (in samenwerking met onder anderen Roberta Alexander en Nancy Braithwaite)
- I Silenti van Fabrio Cassol

## Prijzen
- 2007 Amsterdamprijs voor de kunsten